# 노다정 (가고시마현)
노다정(일본어: 野田町)은 일본 가고시마현 이즈미군에 있던 정이다. 
2006년 3월 13일 이즈미시, 다카오노정과 합병해 이즈미시의 일부가 되어 소멸하였다.

## 역사
- 1889년 4월 1일 - 정촌제 시행에 의해 노다촌이 탄생하였다.
- 1975년 4월 1일 - 정으로 승격해 노다정이 되었다.
- 2006년 3월 13일 - 이즈미시, 다카오노정과 합병해 이즈미시가 되었다.

## 교통

### 철도
- 규슈 여객철도 규슈 신칸센
- 히사쓰 오렌지 철도 히사쓰 오렌지 철도선:

### 도로
- 국도 3호선
- 국도 504호선

## 참고 문헌
- 角川日本地名大辞典編纂委員会,『角川日本地名大辞典 鹿児島県』1983, 角川書店